# Cantone di Cayambe
Il Cantone di Cayambe è un cantone dell'Ecuador che si trova nella Provincia del Pichincha.
Il capoluogo del cantone è Cayambe.